# Kurobe
Kurobe (黒部市; -shi) é uma cidade japonesa localizada na província de Toyama.
Em 2003 a cidade tinha uma população estimada em 36 505 habitantes e uma densidade populacional de 420,76 h/km². Tem uma área total de 86,76 km².
Recebeu o estatuto de cidade a 1 de Abril de 1954.

## Cidades-irmãs
- Sneek, Países Baixos [1]
- Macon, EUA
- Nemuro, Japão
- Samcheok, Coreia do Sul